# Isoperla ilvana
Isoperla ilvana is een steenvlieg uit de familie Perlodidae. De wetenschappelijke naam van de soort is voor het eerst geldig gepubliceerd in 1958 door Consiglio.